# Treiso
Treiso (Trèis in piemontese) è un comune italiano di 744 abitanti della provincia di Cuneo in Piemonte.

## Origini del nome
Il nome di Treiso deriva dal latino Tres, nome dato dai romani al piccolo insediamento, situato a tre chilometri da Alba.

## Storia
Nella vicina località Pertinace è vissuto l'imperatore romano Publio Elvio Pertinace.
Il comune di Treiso è nato nel 1957 (su proposta di legge presentata dal deputato albese Teodoro Bubbio), staccandosi da Barbaresco, di cui era frazione.
In questo comune e in quello vicino di Alba è ambientato il romanzo di Beppe Fenoglio Una questione privata.
Dal 2010 ad un asteroide della fascia principale (tra Marte e Giove) è stato dato ufficialmente il nome di 13494 Treiso.

### Simboli
(D.P.R. del 31 ottobre 1988)

## Società

### Evoluzione demografica
Abitanti censiti

### Etnie e minoranze straniere
Secondo i dati Istat al 31 dicembre 2017, i cittadini stranieri residenti a Treiso sono 77, così suddivisi per nazionalità, elencando per le presenze più significative:
1. Romania, 27

## Amministrazione
Di seguito è presentata una tabella relativa alle amministrazioni che si sono succedute in questo comune.
| Periodo           | Periodo           | Primo cittadino  | Partito                      | Carica  | Note  |
| ----------------- | ----------------- | ---------------- | ---------------------------- | ------- | ----- |
| 16 giugno 1988    | 7 giugno 1993     | Pier Angelo Rigo | Democrazia Cristiana         | Sindaco | [ 8 ] |
| 7 giugno 1993     | 28 aprile 1997    | Pier Angelo Rigo | lista civica                 | Sindaco | [ 8 ] |
| 28 aprile 1997    | 14 maggio 2001    | Pier Angelo Rigo | -                            | Sindaco | [ 8 ] |
| 14 maggio 2001    | 11 giugno 2004    | Achille Perno    | lista civica                 | Sindaco | [ 8 ] |
| 5 aprile 2005     | 30 marzo 2010     | Lorenzo Meinardi | lista civica                 | Sindaco | [ 8 ] |
| 30 marzo 2010     | 1º giugno 2015    | Lorenzo Meinardi | lista civica                 | Sindaco | [ 8 ] |
| 1º giugno 2015    | 21 settembre 2020 | Lorenzo Meinardi | lista civica Progetto Treiso | Sindaco | [ 8 ] |
| 21 settembre 2020 | in carica         | Andrea Pionzo    | lista civica Treiso oggi     | Sindaco | [ 8 ] |

## Galleria d'immagini

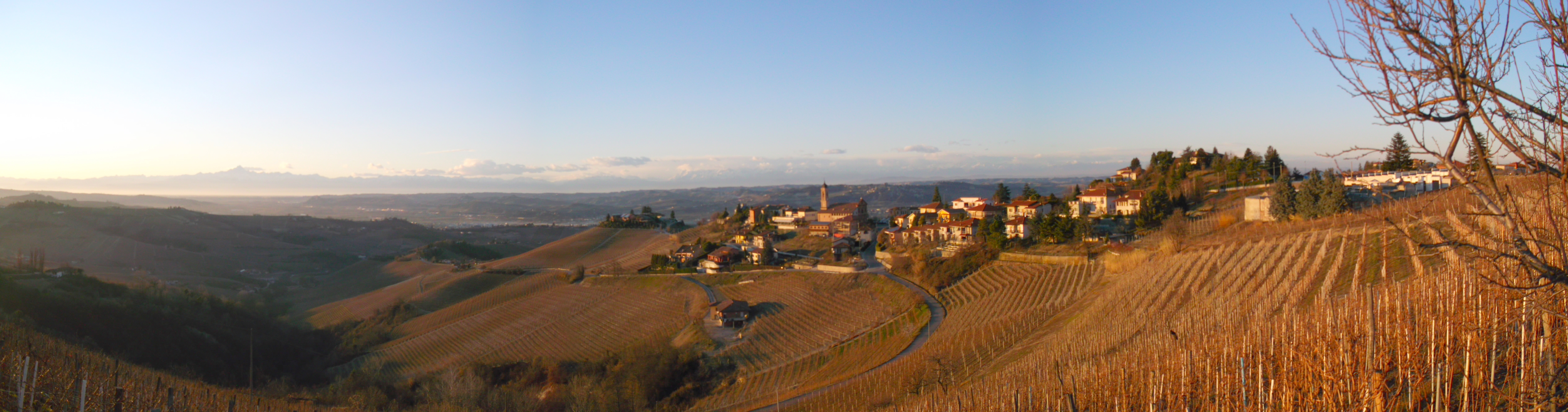
Vista panoramica su Treiso e le Langhe in una giornata invernale